# Homoroselaps dorsalis
Homoroselaps dorsalis là một loài rắn trong họ Atractaspididae. Loài này được Smith mô tả khoa học đầu tiên năm 1849.